# Etëhem Bey Mollaj

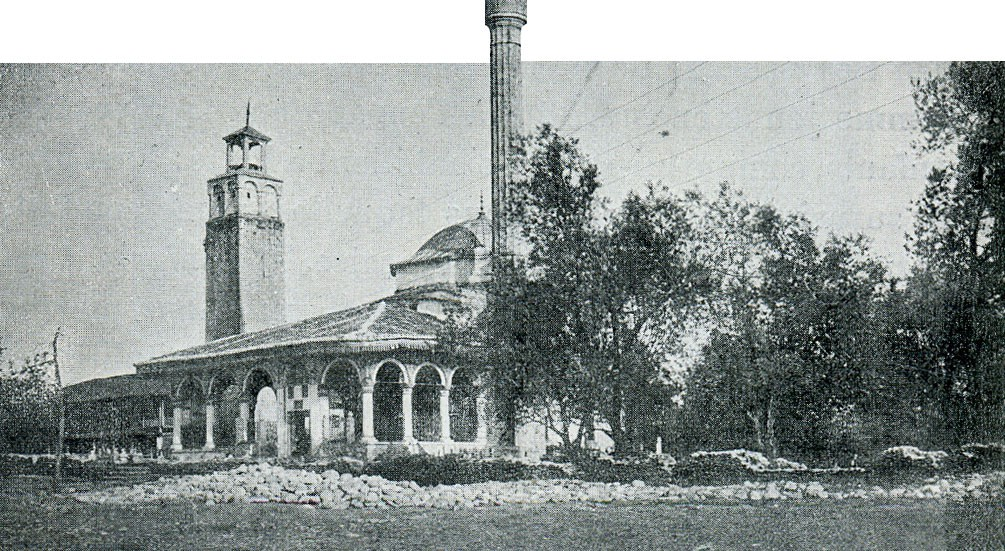
Xhamia e Haxhi Et'hem Beut

Etëhem Bey Mollaj, född 1783, död 1846, även känd som Haxhi bey Tirana Etëhem, var en albansk poet av bejtexhinjeran.
Etëhem Bey var son till Molla Bey av Petrela och kom från en av de mest framstående familjerna i Tiranaområdet, som då var en del av Osmanska Albanien. Han var ättling till Sulejman Pasha Bargjini, som gjorde en betydande insats för Tiranas utveckling som ett kommersiellt och religiöst centrum.
Etëhem Bey fullbordade 1819, eller möjligen 1821, Et'hem Bey-moskén i huvudtorget i Tirana, som bär hans namn. Moskébygget inleddes av hans far Molla Bey mellan åren 1791-1794. Han är begravd bredvid sin fru Balkis i Et'hem Bey-moskén.
Etëhem Bey var även en divanpoet. He skrev både på turkiska och albanska. Hans verk på turkiska består av fyra divaner. På albanska skrev han en mystisk bektashidikt och en divan men ingendera finns bevarad i dag.